# Адрани
Адрани је насељено шумадијско место града Краљева у долини Западног Поморавља, које административно припада Рашком округу. Према попису из 2022. било је 2562 становника.
Налази се на четири километра од Краљева, на десној обали Западне Мораве, на надморској висини од 108 метара. Укупна површина насеља износи 1236 хектара.
Село је добило назив на веома занимљив начин. Сељаци су овде живели углавном од земљорадње, а своје њиве називали „аде“ па је позната њихова свакодневна мисао „ада нас лебом рани“. Од те синтагме настао је назив Адрани.
Овде се налазе ОШ „Драган Маринковић” Адрани и Железничка станица Адрани. Овде је рођен музичар Новица Неговановић.

## Историја
И поред тога што је насеље веома старо његов први помен у писаним документима потиче из новијег доба, тј. 1783. године, када су га аустријски картографи унели у своје војне карте. Пошто се у турским пописима не помиње, а ни у ранијим аустријским картама из 1718. могло би се претпоставити да је насеље основано половином 18. века. Међутим, антропоним (Јадран) из кога је име насеља настало ипак је старо. То потврђује и сачувани топоним Црквина као споменик далеке прошлости јер народно памћење не зна да је у насељу црква постојала. Нема сумње, цркву су Турци порушили у време великих пустошења крајем 16. и почетком 17. века када је насеље потпуно напуштено. После пожаревачког мира 1718. године граница између турског и аустријског царства ишла је долином Западне Мораве, па је из граничне зоне и онако малобројно становништво било исељено. Тек када је Београдским миром 1739. године граница померена према северу, насеље је поново обновљено.

## Демографија
У насељу Адрани живи 1778 пунолетних становника, а просечна старост становништва износи 41,2 година (40,9 код мушкараца и 41,4 код жена). У насељу има 677 домаћинстава, а просечан број чланова по домаћинству је 3,25.
Ово насеље је великим делом насељено Србима (према попису из 2002. године), а у последња три пописа, примећен је пораст у броју становника.
|  |

| Демографија | Демографија | Демографија |
| Година      | Становника  | Становника  |
| ----------- | ----------- | ----------- |
| 1948.       | 1.291       |             |
| 1953.       | 1.370       |             |
| 1961.       | 1.537       |             |
| 1971.       | 1.709       |             |
| 1981.       | 1.899       |             |
| 1991.       | 2.065       | 2.029       |
| 2002.       | 2.198       | 2.257       |

| Етнички састав према попису из 2002.‍ | Етнички састав према попису из 2002.‍ | Етнички састав према попису из 2002.‍ | Етнички састав према попису из 2002.‍ | Етнички састав према попису из 2002.‍ |
| ------------------------------------ | ------------------------------------ | ------------------------------------ | ------------------------------------ | ------------------------------------ |
|                                      |                                      |                                      |                                      |                                      |
| Срби                                 | Срби                                 |                                      | 2.179                                | 99,13%                               |
| Црногорци                            | Црногорци                            |                                      | 10                                   | 0,45%                                |
| Хрвати                               | Хрвати                               |                                      | 3                                    | 0,13%                                |
| непознато                            | непознато                            |                                      | 3                                    | 0,13%                                |

| \| \| м \| \| \| ж \| \| ? \| 12 \| \| \| 14 \| \| 80+ \| 18 \| \| \| 27 \| \| 75—79 \| 29 \| \| \| 61 \| \| 70—74 \| 62 \| \| \| 67 \| \| 65—69 \| 78 \| \| \| 61 \| \| 60—64 \| 62 \| \| \| 66 \| \| 55—59 \| 44 \| \| \| 57 \| \| 50—54 \| 92 \| \| \| 82 \| \| 45—49 \| 94 \| \| \| 88 \| \| 40—44 \| 88 \| \| \| 82 \| \| 35—39 \| 50 \| \| \| 74 \| \| 30—34 \| 78 \| \| \| 65 \| \| 25—29 \| 74 \| \| \| 64 \| \| 20—24 \| 64 \| \| \| 65 \| \| 15—19 \| 72 \| \| \| 87 \| \| 10—14 \| 41 \| \| \| 68 \| \| 5—9 \| 54 \| \| \| 53 \| \| 0—4 \| 54 \| \| \| 51 \| \| Просек : \| 40,9 \| \| \| 41,4 \| |      |  |  |      |
| |      |  |  |      |
| | м    |  |  | ж    |
| ? | 12   |  |  | 14   |
| 80+ | 18   |  |  | 27   |
| 75—79 | 29   |  |  | 61   |
| 70—74 | 62   |  |  | 67   |
| 65—69 | 78   |  |  | 61   |
| 60—64 | 62   |  |  | 66   |
| 55—59 | 44   |  |  | 57   |
| 50—54 | 92   |  |  | 82   |
| 45—49 | 94   |  |  | 88   |
| 40—44 | 88   |  |  | 82   |
| 35—39 | 50   |  |  | 74   |
| 30—34 | 78   |  |  | 65   |
| 25—29 | 74   |  |  | 64   |
| 20—24 | 64   |  |  | 65   |
| 15—19 | 72   |  |  | 87   |
| 10—14 | 41   |  |  | 68   |
| 5—9 | 54   |  |  | 53   |
| 0—4 | 54   |  |  | 51   |
| Просек : | 40,9 |  |  | 41,4 |

| Година пописа     | 1948. | 1953. | 1961. | 1971. | 1981. | 1991. | 2002. |
| ----------------- | ----- | ----- | ----- | ----- | ----- | ----- | ----- |
| Број домаћинстава | 235   | 266   | 352   | 442   | 531   | 601   | 677   |

| Број чланова      | 1   | 2   | 3   | 4   | 5  | 6  | 7  | 8 | 9 | 10 и више | Просек |
| ----------------- | --- | --- | --- | --- | -- | -- | -- | - | - | --------- | ------ |
| Број домаћинстава | 106 | 147 | 130 | 153 | 78 | 43 | 13 | 6 | 1 | 0         | 3,25   |

| Пол    | Укупно | Неожењен/Неудата | Ожењен/Удата | Удовац/Удовица | Разведен/Разведена | Непознато |
| ------ | ------ | ---------------- | ------------ | -------------- | ------------------ | --------- |
| Мушки  | 917    | 258              | 589          | 46             | 24                 | 0         |
| Женски | 960    | 192              | 583          | 149            | 32                 | 4         |
| УКУПНО | 1.877  | 450              | 1.172        | 195            | 56                 | 4         |

| Пол    | Укупно                    | Пољопривреда, лов и шумарство | Рибарство                            | Вађење руде и камена | Прерађивачка индустрија       |
| ------ | ------------------------- | ----------------------------- | ------------------------------------ | -------------------- | ----------------------------- |
| Мушки  | 373                       | 21                            | 0                                    | 0                    | 125                           |
| Женски | 216                       | 22                            | 0                                    | 0                    | 52                            |
| Укупно | 589                       | 43                            | 0                                    | 0                    | 177                           |
|        |                           |                               |                                      |                      |                               |
| Пол    | Производња и снабдевање   | Грађевинарство                | Трговина                             | Хотели и ресторани   | Саобраћај, складиштење и везе |
| Мушки  | 7                         | 33                            | 41                                   | 9                    | 61                            |
| Женски | 1                         | 13                            | 47                                   | 16                   | 8                             |
| Укупно | 8                         | 46                            | 88                                   | 25                   | 69                            |
|        |                           |                               |                                      |                      |                               |
| Пол    | Финансијско посредовање   | Некретнине                    | Државна управа и одбрана             | Образовање           | Здравствени и социјални рад   |
| Мушки  | 5                         | 2                             | 26                                   | 11                   | 7                             |
| Женски | 2                         | 6                             | 5                                    | 14                   | 27                            |
| Укупно | 7                         | 8                             | 31                                   | 25                   | 34                            |
|        |                           |                               |                                      |                      |                               |
| Пол    | Остале услужне активности | Приватна домаћинства          | Екстериторијалне организације и тела | Непознато            | Непознато                     |
| Мушки  | 10                        | 0                             | 0                                    | 15                   | 15                            |
| Женски | 2                         | 0                             | 0                                    | 1                    | 1                             |
| Укупно | 12                        | 0                             | 0                                    | 16                   | 16                            |

## Познате личности
- Новица Неговановић - (1945-2021)  српски композитор, свирач и певач народних песама.